# Lannova třída

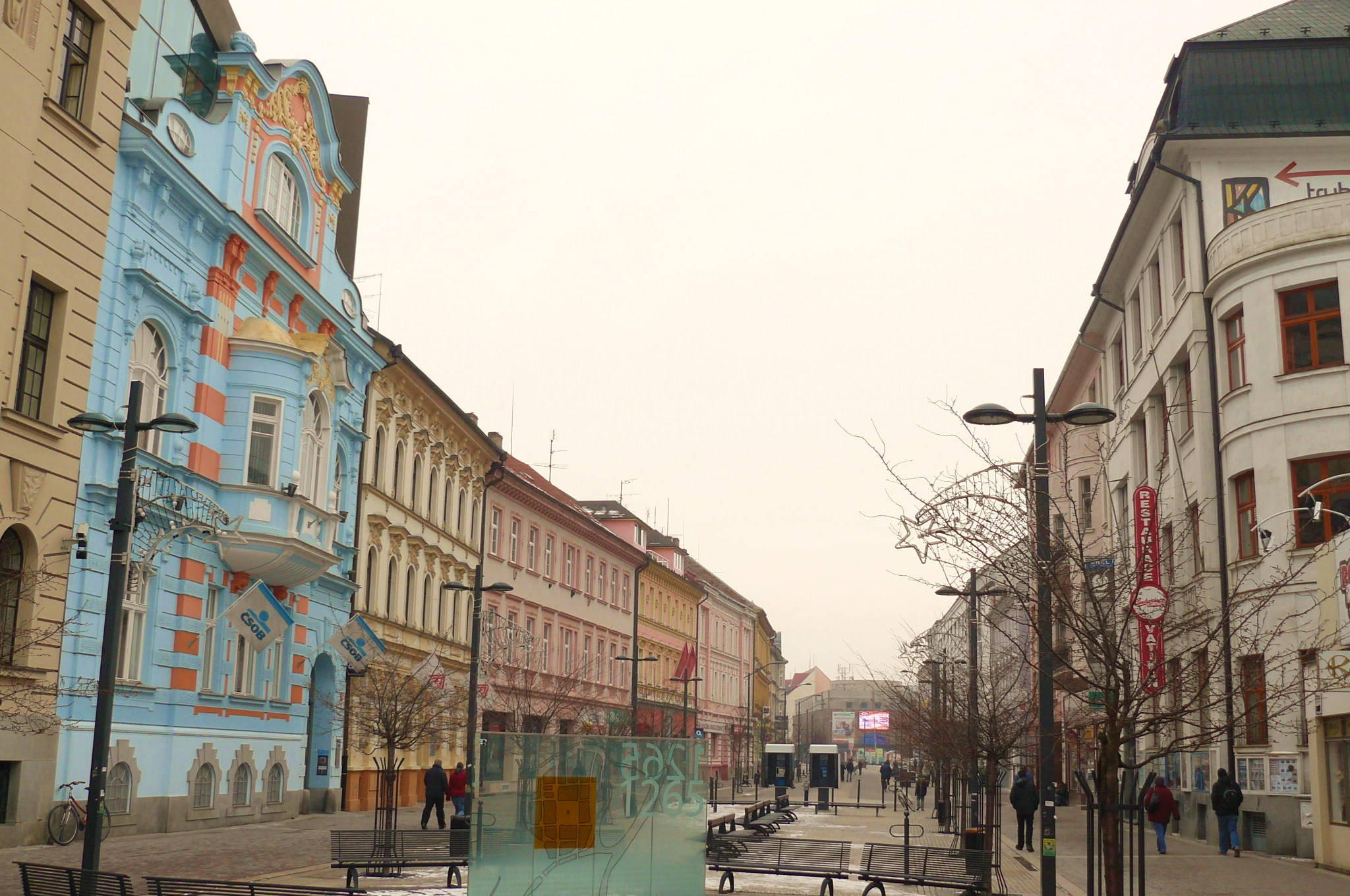
Lannova třída od zachodu

Lannova třída (pol. Aleja Lanny) – główna ulica starego miasta w Czeskich Budziejowicach, na całej swojej długości stanowiąca bądź deptak, bądź strefę uspokojonego ruchu. Nazwa upamiętnia Vojtěcha Alberta Lannę (1805–1866), przemysłowca i budowniczego związanego z miastem.
Ulica zaczyna się (od wschodu), w pobliżu głównego dworca kolejowego (od ul. Nádražní). Zachodni kraniec stanowi ul. Na Sadech i planty. Jej przedłużeniem w tym kierunku i jednocześnie łącznikiem z rynkiem (placem Przemysła Ottokara II) jest ul. Kanovnická. Przy Lannovej znajduje się duża liczba markowych sklepów sieciowych, gastronomia (m.in. lokal McDonald’s, czy stara restauracja Vatikan), hotel i usługi. Stoi tu modernistyczny dom towarowy Prior.
Na zachodnim krańcu ulicy zlokalizowano grupę rzeźbiarską Humanoidi autorstwa Michala Trpáka. Oprócz tego cały ciąg zdobi mała architektura, liczne ławki i tablice informacyjne, dotyczące zabytków miasta. Na części ulicy, środkiem przebiega droga rowerowa.